# モリソン窩
モリソン窩（モリソンか、Morrison's pouch）または肝腎陥凹（かんじんかんおう、Recessus hepatorenalis, hepatorenal fossa）とは、肝臓と右腎臓の間に存在する、腹水などがたまりやすい領域のこと。
仰臥位時に右上腹部で最も低いところとなり、500 mL以上の液体を貯留できる。
イギリスのモリソン（James R. Morison 1853-1939）が1894年に胆石手術のドレナージ部位として報告した。